# World of Padman
World of Padman – darmowa strzelanka pierwszoosobowa, stworzona w oparciu o silnik ioquake3. Istnieją wersje przeznaczone dla takich systemów jak Microsoft Windows, Linux oraz macOS. Dystrybutorem gry jest przedsiębiorstwo Padworld Entertainment.